# Kissing Cup's Race (película de 1931)
Kissing Cup's Race es una película en torno a un famoso caballo de carreras británico llamado Kissing Cup. Sobre este tema se han filmado otras películas.
Basado en un poema de Campbell Rae Brown. Versión de la película homónima de 1920. De hecho, el guion de ésta se basa en el de aquella.